# Iglesia de Todos los Santos (Roma)
La iglesia de Todos los Santos (en inglés, All Saints Church; en italiano, Chiesa di Ognissanti) es una congregación de habla inglesa activa que representa a la comunión anglicana en Roma, Italia.
El edificio de la iglesia está construido en ladrillo rojo en estilo neogótico, situado en la via del Babuino, a unos 100 metros de la escalera de la plaza de España. El arquitecto fue George Edmund Street (1824-1881). Se usa con regularidad para conciertos, además de para servicios eclesiásticos. 